# Горные рисовые хомячки
Горные рисовые хомячки (лат. Microryzomys) — род хомяков Нового Света из трибы Oryzomyini подсемейства Sigmodontinae. Он тесно связан с Oreoryzomys, Oligoryzomys и Neacomys. Род содержит два вида, обитающих в Андах: M. altissimus и M. minutus.

## Описание
Горные рисовые хомячки - это мелкие представители хомяков из трибы Oryzomyini, весом от 10 до 15 г, характеризующиеся длинным мягким мехом и хвостом, который длиннее их тела. Их мягкий мех коричневатого цвета, брюшко более светлое, преимущественно сероватое. У них небольшие ступни с шестью мясистыми "мозолями" на нижней поверхности, а пятый палец почти такой же длины, как и три средних. Четыре пары молочных желез расположены типично для трибы Oryzomyini. Когда-то этот род считался подродом Oryzomys, но в 1989 году Карлтон и Массер  повысили его ранг до полного родового статуса на основе различных анатомических деталей черепа и зубных рядов, а также некоторых других морфологических признаков.

## Распространение и образ жизни
Microryzomys встречается в высокогорных районах западной части Южной Америки. Ареал рода простирается от прибрежных хребтов Карибского моря и Кордильер-де-Мерида в Венесуэле, через Западные Кордильеры, Центральные Кордильеры и Восточные Кордильеры в Колумбии до хребтов Анд в Эквадоре, Перу и Боливии. Это также ареал M. minutus, поскольку M. altissimus встречается только в более высоких частях этого района и ограничен Колумбией, Эквадором и Перу. M. minutus в основном встречается во влажных лесных местообитаниях на высоте от 1500 до 3500 м, тогда как M. altissimus населяет влажные субальпийские леса и пастбища парамо на высотах от 2500 до 4000 м.

## Состав рода
Известны два вида:
- Высокогорный рисовый хомячок (Microryzomys altissimus) обитает в Колумбии, Эквадоре и Перу. Достигает высоты 4000 метров и отличается более коротким хвостом.
- Лесной рисовый хомячок (Microryzomys minutus) распространён от Венесуэлы до Боливии. У него более длинный хвост, и, вероятно, он чаще встречается в лесах и на деревьях.

По данным МСОП, ни один из этих двух видов не находится под угрозой исчезновения.